# KBS歌謡祭
KBS歌謡祭（ケイビーエスかようさい、朝: KBS 가요대축제）は、韓国の放送局KBSで例年12月末に開催されている音楽祭。また、同時期にトロットを中心としたKBSトロット大祝祭も開催されている。

## 歴史
KBS歌謡祭はKBS 2TV（KBS第2テレビジョン）が東洋放送（TBC）であった時代の1965年、TBC放送歌謡大賞としてスタートした。
その後TBCは1980年の言論統廃合でKBSに統合されKBS 2TVとなり、1981年は
KBS放送歌謡大賞、1982年から2005年まではKBS歌謡大賞、2006年以降は現行の名称で開催されている。
SBSの歌謡大祭典、MBCの10大歌手歌謡祭と並ぶ年末の韓国音楽界のビッグイベントに成長した。
しかし、2000年代に入り、受賞辞退が多くなり、2006年から現行のショー方式に変更した。トロット（韓国演歌）部門が「KBSトロット大祝祭」に分離したため、事実上K-POPの年末の一大祭典となりつつある。ただし、2009年から2013年までは部分的にコンテストを再開し、その年の韓国歌謡曲でもっとも社会的な影響・人気を集めた歌手に対し、「KBS歌謡祭最高人気歌手賞」を贈呈していた。
K-POPが世界的ブームになっていることを踏まえ、2023年からは本番組を発展解消し、KBSにて放送されている音楽番組『ミュージックバンク』のグローバル版『MUSIC BANK GLOBAL FESTIVAL』を開催することを発表。同年は日本のベルーナドーム（埼玉県所沢市）と韓国のKBSホールにて行う予定。

## 会場
現在のKBS歌謡祭は、基本的に汝矣島KBSホールで開催されている。2011年までは12月30日、2012年から2018年までは12月最終金曜日に開催されていたが、2019年以降は12月第3金曜日に開催されている。ただし、2015年12月30日は高尺スカイドーム、2019年にキンテックスで開催された。

## 放送チャンネル
この模様はKBS 2TVで3時間にわたって生放送され、またKBS WORLDでも同時放送されている。1981年から1993年まではKBS 1TV（KBS第1テレビジョン）で放送していたが、1994年以降は現行のチャンネルで放送されている。
上述の通り、現在は12月第3金曜日に開催されているため、通常金曜日に放送されている『ミュージックバンク』は、当日に限り放送休止となる。

## 歴代大賞受賞者

### TBC放送歌謡大賞
| 年     | 受賞者                        | 受賞曲                                                                           |
| ------ | ----------------------------- | -------------------------------------------------------------------------------- |
| 1965年 | チェ・ヒジュン                | 「八道江山 （팔도강산）」                                                        |
| 1966年 | チェ・ヒジュン チェ・ヤンスク | 「下宿生 （하숙생）」                                                            |
| 1967年 | チェ・ヒジュン キム・サンヒ   |                                                                                  |
| 1968年 | ベ・ホ 李美子                 |                                                                                  |
| 1969年 | 南珍 李美子                   | 「胸が痛む （가슴 아프게）」 「女の一生 （여자의 일생）」                        |
| 1970年 | チェ・ヒジュン 李美子         |                                                                                  |
| 1971年 | 南珍 キム・サンヒ             | 「心がきれいでなければ （마음이 고와야지）」                                     |
| 1972年 | 羅勲児 ハ・チュナ             |                                                                                  |
| 1973年 | 南珍 ハ・チュナ               | 「君よ変わらないで （그대여 변치마오）」 「霊岩アリラン （영암 아리랑）」        |
| 1974年 | キム・セファン ハ・チュナ     | 「旧友 （옛 친구）」 「生まれて初めて （난생처음）」                             |
| 1975年 | キム・セファン イ・スミ       | 「愛する心 （사랑하는 마음）」 「私のそばにいて （내 곁이 있어주）」             |
| 1976年 | キム・フン ハ・チュナ         | 「私を置いてアリラン （나를 두고 아리랑）」 「大関嶺アリラン （대관령 아리랑）」 |
| 1977年 | キム・フン ヘ・ウニ           | 「あなただけを愛してる （당신만을 사랑해）」                                     |
| 1978年 | チェ・ホン イ・ウンハ         | 「オドンイプ （오동잎）」 「春の雨 （밤차）」                                    |
| 1979年 | チョ・ギョンス イ・ウンハ     | 「幸せとは （행복이란）」 「あやふやで （아리송해）」                            |
| 1980年 | チョー・ヨンピル ユン・シネ   | 「窓の外の女 （창밖의 여자）」 「熱愛 （열애）」                                 |

### KBS歌謡大賞
| 年     | 受賞者                        | 受賞曲                                                                                           |
| ------ | ----------------------------- | ------------------------------------------------------------------------------------------------ |
| 1981年 | チョー・ヨンピル イ・ジョンヒ | 「赤とんぼ （고추잠자리）」 「君よ （그대여）」                                                  |
| 1982年 | チョー・ヨンピル ユン・シネ   | 「悲恋 （비련）」 「DJに （DJ에게）」                                                            |
| 1983年 | チョー・ヨンピル ユン・シネ   | 「友よ （친구여）」 「勉強しましょう （공부합시다）」                                            |
| 1984年 | キム・スチョル イ・ウンハ     | 「咲かない花一輪 （못다핀 꽃 한송이）」 「愛一度できなくて見た人は （사랑 한번 못해본 사람은）」 |
| 1985年 | チョー・ヨンピル チョン・スラ | 「昨日、今日、そして（어제 오늘 그리고）」 「都市の町 （도시의 거리）」                          |
| 1986年 | チョン・ヨンロク チョン・スラ | 「私の愛泣き虫 （내 사랑 울보）」 「僕は君に （난 너에게）」                                     |
| 1987年 | チョン・ヨンロク              | 「白い夜に （하얀 밤에）」                                                                       |
| 1988年 | チュ・ヒョンミ                | 「新沙洞その人 （신사동 그 사람）」                                                              |
| 1989年 | ヒョンチョル                  | 「鳳仙花恋情 （봉선화 연정）」                                                                   |
| 1990年 | ヒョンチョル                  | 「嫌だ嫌だよ （싫다 싫어）」                                                                     |
| 1991年 | キム・ジョンス                | 「あなた （당신）」                                                                              |
| 1992年 | シン・スンフン                | 「見えない愛 （보이지 않는 사랑）」                                                              |
| 1993年 | キム・スヒ                    | 「愛慕 （애모）」                                                                                |
| 1994年 | キム・ゴンモ                  | 「言い訳 （핑계）」                                                                              |
| 1995年 | キム・ゴンモ                  | 「間違った出会い （잘못된 만남）」                                                               |
| 1996年 | キム・ゴンモ                  | 「スピード （스피드）」                                                                          |
| 1997年 | イム・チャンジョン            | 「そのとき再び （그때 또 다시）」                                                                |
| 1998年 | H.O.T.                        | 「光 （빛）」                                                                                    |
| 1999年 | チョ・ソンモ                  | 「悲しい期待 （슬픈 영혼식）」                                                                   |
| 2000年 | god                           | 「嘘 （거짓말）」                                                                                |
| 2001年 | god                           | 「道 （길）」                                                                                    |
| 2002年 | チャン・ナラ                  | 「Sweet Dream」                                                                                  |
| 2003年 | イ・ヒョリ                    | 「10 Minutes」                                                                                   |
| 2004年 | ピ                            | 「It's Rainning」                                                                                |
| 2005年 | キム・ジョングク              | 「愛らしい （사랑스러워）」                                                                      |

### KBS歌謡祭最高人気歌手賞
| 年     | 受賞者   | 受賞曲               |
| ------ | -------- | -------------------- |
| 2009年 | 2PM      | 「Again&Again」      |
| 2010年 | 少女時代 | 「Oh!」              |
| 2011年 | BEAST    | 「Fiction」          |
| 2012年 | (未発表) | (未発表)             |
| 2013年 | EXO      | 「ウルロン (Growl)」 |
| 2014年 | (未発表) | (未発表)             |